# Eredivisie 2000/01
Die Eredivisie 2000/01 war die 45. Spielzeit der höchsten niederländischen Fußballliga. Sie begann am 18. August 2000 und endete am 27. Mai 2001.
Meister wurde zum 16. Mal PSV Eindhoven. Absteigen musste RBC Roosendaal. In der Relegation setzten sich Fortuna Sittard und Sparta Rotterdam durch, die somit in der Eredivisie 2001/02 spielen. Beide schafften damit den Klassenerhalt.

## Modus
Die 18 Mannschaften spielten an insgesamt 34 Spieltagen aufgeteilt in einer Hin- und einer Rückrunde jeweils zwei Mal gegeneinander. Der Tabellenletzte stieg direkt ab, der Vorletzte und Drittletzte musste in die Relegation. Bei Punktgleichheit entschied die Tordifferenz über die Platzierung.

## Abschlusstabelle
| Pl. | Verein               | Sp. | S  | U  | N  | Tore    | Diff. | Punkte |
| --- | -------------------- | --- | -- | -- | -- | ------- | ----- | ------ |
| 1.  | PSV Eindhoven (M)    | 34  | 25 | 8  | 1  | 073:230 | +50   | 83     |
| 2.  | Feyenoord Rotterdam  | 34  | 21 | 3  | 10 | 067:370 | +30   | 66     |
| 3.  | Ajax Amsterdam       | 34  | 18 | 7  | 9  | 085:430 | +42   | 61     |
| 4.  | Roda JC Kerkrade (P) | 34  | 17 | 8  | 9  | 059:410 | +18   | 59     |
| 5.  | FC Utrecht           | 34  | 17 | 8  | 9  | 058:430 | +15   | 59     |
| 6.  | Vitesse Arnheim      | 34  | 16 | 11 | 7  | 056:430 | +13   | 59     |
| 7.  | RKC Waalwijk         | 34  | 16 | 11 | 7  | 048:360 | +12   | 59     |
| 8.  | Willem II Tilburg    | 34  | 14 | 9  | 11 | 060:500 | +10   | 51     |
| 9.  | NAC Breda (N)        | 34  | 13 | 10 | 11 | 041:400 | +1    | 49     |
| 10. | SC Heerenveen        | 34  | 11 | 14 | 9  | 051:420 | +9    | 47     |
| 11. | FC Twente Enschede   | 34  | 10 | 11 | 13 | 047:600 | −13   | 41     |
| 12. | NEC Nijmegen         | 34  | 9  | 13 | 12 | 042:530 | −11   | 40     |
| 13. | AZ Alkmaar           | 34  | 9  | 8  | 17 | 045:630 | −18   | 35     |
| 14. | FC Groningen (N)     | 34  | 8  | 9  | 17 | 036:560 | −20   | 33     |
| 15. | BV De Graafschap     | 34  | 9  | 4  | 21 | 044:660 | −22   | 31     |
| 16. | Fortuna Sittard      | 34  | 8  | 7  | 19 | 031:640 | −33   | 31     |
| 17. | Sparta Rotterdam     | 34  | 6  | 7  | 21 | 042:720 | −30   | 25     |
| 18. | RBC Roosendaal (N)   | 34  | 4  | 2  | 28 | 037:900 | −53   | 14     |

Platzierungskriterien: 1. Punkte – 2. Tordifferenz – 3. geschossene Tore

| (M) | amtierender Meister     |
| (P) | amtierender Pokalsieger |
| (N) | Neuaufsteiger           |

## Kreuztabelle
Die Kreuztabelle stellt die Ergebnisse aller Spiele dieser Saison dar. Die Heimmannschaft ist in der linken Spalte aufgelistet und die Gastmannschaft in der obersten Reihe.
| 2000/2001 | 2000/2001           |     | Feyenoord Rotterdam | AJX | Roda JC Kerkrade | FC Utrecht | Vitesse Arnheim | RKC Waalwijk | Willem II Tilburg | NAC Breda | SC Heerenveen | FC Twente Enschede | NEC Nijmegen | AZ Alkmaar | FC Groningen | BV De Graafschap | Fortuna Sittard | SPA | RBC Roosendaal |
| --------- | ------------------- | --- | ------------------- | --- | ---------------- | ---------- | --------------- | ------------ | ----------------- | --------- | ------------- | ------------------ | ------------ | ---------- | ------------ | ---------------- | --------------- | --- | -------------- |
| 1.        | PSV Eindhoven       |     | 1:0                 | 1:1 | 0:0              | 5:1        | 2:0             | 3:1          | 2:2               | 2:1       | 3:0           | 2:1                | 0:0          | 3:0        | 3:0          | 3:2              | 1:1             | 2:1 | 6:0            |
| 2.        | Feyenoord Rotterdam | 1:2 |                     | 3:1 | 4:2              | 2:2        | 2:0             | 3:1          | 1:0               | 2:0       | 2:0           | 5:1                | 3:0          | 2:0        | 1:0          | 1:2              | 2:3             | 2:1 | 5:1            |
| 3.        | Ajax Amsterdam      | 0:1 | 3:4                 |     | 4:2              | 2:0        | 1:2             | 3:0          | 1:1               | 1:0       | 6:2           | 5:1                | 0:0          | 5:1        | 3:1          | 4:1              | 5:0             | 9:0 | 2:0            |
| 4.        | Roda JC Kerkrade    | 1:2 | 1:0                 | 1:1 |                  | 2:1        | 2:3             | 0:1          | 0:1               | 1:0       | 3:1           | 2:2                | 4:1          | 4:2        | 2:0          | 3:1              | 1:0             | 1:0 | 2:1            |
| 5.        | FC Utrecht          | 1:3 | 1:1                 | 2:1 | 3:0              |            | 0:0             | 2:1          | 1:0               | 5:0       | 2:0           | 1:2                | 1:1          | 1:0        | 6:0          | 3:1              | 1:0             | 1:1 | 5:3            |
| 6.        | Vitesse Arnheim     | 0:0 | 0:0                 | 3:2 | 1:1              | 2:1        |                 | 1:0          | 1:2               | 2:4       | 0:0           | 3:1                | 2:2          | 3:2        | 2:2          | 2:1              | 3:0             | 5:1 | 2:1            |
| 7.        | RKC Waalwijk        | 1:1 | 2:0                 | 2:2 | 3:2              | 4:1        | 3:0             |              | 3:2               | 0:0       | 1:1           | 1:1                | 0:0          | 3:0        | 0:0          | 1:0              | 1:0             | 2:0 | 2:1            |
| 8.        | Willem II Tilburg   | 1:1 | 3:1                 | 0:1 | 1:1              | 6:2        | 2:2             | 2:0          |                   | 1:3       | 1:6           | 2:2                | 2:0          | 1:1        | 3:0          | 6:0              | 3:1             | 4:1 | 3:0            |
| 9.        | NAC Breda           | 1:2 | 1:0                 | 0:3 | 1:1              | 0:0        | 1:1             | 0:1          | 2:0               |           | 2:2           | 0:0                | 2:2          | 0:0        | 5:1          | 3:0              | 1:0             | 2:0 | 2:1            |
| 10.       | SC Heerenveen       | 1:4 | 1:0                 | 2:2 | 0:0              | 1:2        | 0:0             | 1:1          | 0:1               | 2:1       |               | 1:1                | 5:0          | 1:1        | 0:0          | 1:0              | 6:1             | 1:1 | 2:0            |
| 11.       | FC Twente Enschede  | 0:2 | 1:2                 | 1:3 | 0:2              | 0:0        | 2:1             | 1:1          | 3:1               | 4:0       | 2:2           |                    | 1:1          | 1:0        | 3:0          | 3:1              | 1:1             | 3:1 | 4:1            |
| 12.       | NEC Nijmegen        | 2:4 | 1:3                 | 1:0 | 0:2              | 1:1        | 4:1             | 5:1          | 3:0               | 0:2       | 0:0           | 1:0                |              | 1:1        | 1:0          | 2:1              | 1:1             | 0:3 | 2:3            |
| 13.       | AZ Alkmaar          | 0:5 | 0:3                 | 3:2 | 2:4              | 2:1        | 0:2             | 1:3          | 2:3               | 3:1       | 2:2           | 5:0                | 0:0          |            | 2:0          | 0:1              | 0:2             | 1:1 | 3:0            |
| 14.       | FC Groningen        | 0:1 | 1:0                 | 3:3 | 1:3              | 1:3        | 0:1             | 1:2          | 1:1               | 0:0       | 2:1           | 2:0                | 4:4          | 1:2        |              | 1:0              | 4:0             | 1:1 | 2:0            |
| 15.       | BV De Graafschap    | 2:0 | 2:3                 | 1:3 | 1:3              | 0:3        | 1:2             | 0:1          | 1:1               | 1:1       | 0:1           | 4:0                | 2:1          | 4:2        | 0:4          |                  | 5:1             | 2:1 | 2:2            |
| 16.       | Fortuna Sittard     | 0:3 | 2:4                 | 0:3 | 1:0              | 0:1        | 1:4             | 0:0          | 4:1               | 1:2       | 0:2           | 0:2                | 2:0          | 1:1        | 1:1          | 0:0              |                 | 2:1 | 2:1            |
| 17.       | Sparta Rotterdam    | 0:1 | 1:4                 | 3:0 | 2:2              | 0:1        | 2:2             | 2:2          | 1:2               | 1:2       | 1:3           | 5:1                | 0:2          | 0:3        | 2:0          | 2:1              | 0:2             |     | 3:5            |
| 18.       | RBC Roosendaal      | 1:2 | 0:1                 | 1:3 | 0:4              | 1:2        | 0:3             | 0:3          | 2:1               | 0:1       | 0:3           | 2:2                | 2:3          | 2:3        | 0:2          | 2:4              | 3:1             | 1:3 |                |

## Relegation
Der 16. und 17. der Eredivisie spielten mit den sechs Teams aus der Eersten Divisie, die die Plätze zwei bis sieben belegten, in zwei Gruppen zu je vier Mannschaften um zwei Startplätze für die folgende Spielzeit in der Eredivisie.

### Gruppe A
| Pl. | Verein          | Sp. | S | U | N | Tore    | Diff. | Punkte |
| --- | --------------- | --- | - | - | - | ------- | ----- | ------ |
| 1.  | Fortuna Sittard | 6   | 3 | 1 | 2 | 009:600 | +3    | 10     |
| 2.  | FC Zwolle       | 6   | 2 | 3 | 1 | 006:400 | +2    | 09     |
| 3.  | FC Volendam     | 6   | 3 | 0 | 3 | 006:800 | −2    | 09     |
| 4.  | SC Telstar 1963 | 6   | 1 | 2 | 3 | 007:100 | −3    | 05     |

| Gruppe A        | Fortuna Sittard | FC Zwolle | FC Volendam | SC Telstar 1963 |
| --------------- | --------------- | --------- | ----------- | --------------- |
| Fortuna Sittard |                 | 1:2       | 3:1         | 2:1             |
| FC Zwolle       | 0:0             |           | 2:0         | 1:1             |
| FC Volendam     | 1:0             | 1:0       |             | 2:1             |
| SC Telstar 1963 | 1:3             | 1:1       | 2:1         |                 |

### Gruppe B
| Pl. | Verein              | Sp. | S | U | N | Tore    | Diff. | Punkte |
| --- | ------------------- | --- | - | - | - | ------- | ----- | ------ |
| 1.  | Sparta Rotterdam    | 6   | 4 | 1 | 1 | 014:800 | +6    | 13     |
| 2.  | Cambuur Leeuwarden  | 6   | 3 | 0 | 3 | 015:130 | +2    | 09     |
| 3.  | Excelsior Rotterdam | 6   | 2 | 1 | 3 | 010:140 | −4    | 07     |
| 4.  | Go Ahead Eagles     | 6   | 1 | 2 | 3 | 009:130 | −4    | 05     |

| Gruppe B            | Sparta Rotterdam | Cambuur Leeuwarden | Excelsior Rotterdam | Go Ahead Eagles |
| ------------------- | ---------------- | ------------------ | ------------------- | --------------- |
| Sparta Rotterdam    |                  | 3:1                | 2:0                 | 3:1             |
| Cambuur Leeuwarden  | 3:4              |                    | 3:2                 | 4:2             |
| Excelsior Rotterdam | 2:1              | 1:4                |                     | 3:3             |
| Go Ahead Eagles     | 1:1              | 1:0                | 1:2                 |                 |

## Die Meistermannschaft des PSV Eindhoven
(In den Klammern hinter den Spielernamen werden die Anzahl der Einsätze und Tore der Meistersaison angegeben)
| 1. | PSV Eindhoven |
| -- | --- |
|    | - Tor: Ronald Waterreus (31/-); Gino Coutinho (4/-) - Abwehr: Jan Heintze (27/-); Kevin Hofland (29/2); Juri Nikiforow (26/1); André Ooijer (20/2); Wilfred Bouma (20/-); Theo Lucius (17/1); Ernest Faber (14/-); Chris van der Weerden (11/1); Jürgen Dirkx (5/-); Kasper Bøgelund (2/-) - Mittelfeld: Mark van Bommel (32/7); Johann Vogel (30/1); John de Jong (28/3); Arnold Bruggink (25/13); Adil Ramzi (19/2); Björn van der Doelen (11/2); Eric Addo (6/-); Giorgi Gachokidse (5/-); Ovidiu Stîngă (1/-) - Sturm: Mateja Kežman (33/24); Dennis Rommedahl (31/5); Joonas Kolkka (27/4); Ruud van Nistelrooy (10/2); Cláudio (8/2) - Trainer: Eric Gerets |

* Tomasz Iwan (1/-) hatte den Verein während der Saison verlassen.

## Torschützenliste
| Pl. | Name                       | Mannschaft          | Tore |
| --- | -------------------------- | ------------------- | ---- |
| 1.  | Mateja Kežman              | PSV Eindhoven       | 24   |
| 2.  | Ali El Khattabi            | Sparta Rotterdam    | 21   |
| 3.  | Yannis Anastasiou          | Roda JC Kerkrade    | 19   |
| 3.  | Igor Gluščević             | FC Utrecht          | 19   |
| 3.  | Schota Arweladse           | Ajax Amsterdam      | 19   |
| 6.  | Rick Hoogendorp            | RKC Waalwijk        | 17   |
| 7.  | Robin Nelisse              | AZ Alkmaar          | 16   |
| 8.  | Georgi Hristov             | NEC Nijmegen        | 15   |
| 8.  | Jon Dahl Tomasson          | Feyenoord Rotterdam | 15   |
| 8.  | Jan Vennegoor of Hesselink | FC Twente Enschede  | 15   |